# ورق الأرز

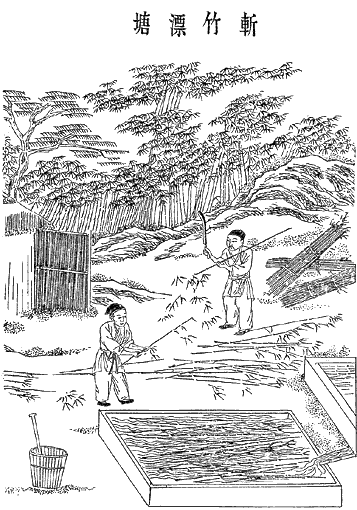

ورق الأرز (بالصينية 宣纸) نوع من أنواع الورق نشأ في الصين، استُخدم ورق الأرز في الصين في الكتابة والرسم. يشتهر ورق الأرز بكونه ناعماً ومناسباً للكتابة لرسم التعبير الفنية من الخط والرسم، حيث استعمله الصينيون في إبراز لوحات فنية باستخدام الخط والرسم الصيني.

## التاريخ
يعود تاريخ ورق الأرز إلى العهد الصيني حيث كان يستخدمه الصينيون في الكتابة والرسم.

## ميزات ورق الأرز
يتميز ورق الأرز بقوة شد كبيرة، وسطح أملس، ونسيج نقي ونظيف، مقاومة كبيرة للثني والتآكل والعثة والعفن. إن معظم الكتب واللوحات الصينية القديمة المشهورة محفوظة بفعل قوة وصلابة ورق الأرز. لقد استخدمت أوراق الأرز لتصنيع اللفائف الورقية.